# Coelosia spectralis
Coelosia spectralis är en tvåvingeart som först beskrevs av Enrico Adelelmo Brunetti 1912.  Coelosia spectralis ingår i släktet Coelosia och familjen svampmyggor. Inga underarter finns listade i Catalogue of Life.